# هندريك بيكلر
هندريك بيكلر (بالألمانية: Hendrik Pekeler) مواليد 2 يوليو 1991 في إتسهويه، هو لاعب كرة يد ألماني يلعب كمحور. مثل منتخب ألمانيا لكرة اليد. شارك في دورة الألعاب الأولمبية الصيفية سنة 2016.

## المسيرة الاحترافية
لعب مع نادي كيل لكرة اليد في موسم 2009–2010، ثم لعب مع نادي برقيشر لكرة اليد في الدوري الألماني من سنة 2010 إلى 2012، ثم لعب مع نادي لمغو لكرة اليد من سنة 2012 إلى 2015.

## سجل المنافسة
شارك في البطولات التالية:
- بطولة العالم لكرة اليد للرجال 2015
- بطولة أوروبا لكرة اليد للرجال 2016
- الألعاب الأولمبية الصيفية 2016

## الإنجازات
- كرة اليد في الألعاب الأولمبية الصيفية:
  -  برونزية: كرة اليد في الألعاب الأولمبية الصيفية 2016 – مسابقة الرجال
- بطولة أوروبا لكرة اليد للرجال:
  -  ذهبية: بطولة أوروبا لكرة اليد للرجال 2016

## روابط خارجية
- هندريك بيكلر على موقع الاتحاد الأوروبي لكرة اليد (الإنجليزية)
- هندريك بيكلر على موقع الدوري الألماني لكرة اليد (الألمانية)
- هندريك بيكلر على موقع نادي كيل لكرة اليد (الألمانية)
- هندريك بيكلر على موقع اللجنة الأولمبية الدولية (الإنجليزية)
- هندريك بيكلر على موقع أوليمبيديا (الإنجليزية)
- هندريك بيكلر على موقع اللجنة الأولمبية الألمانية (الألمانية)